# Хангард, Вим
Вилхелм Людвиг Теодор (Вим) Хангард (нидерл. Wilhelm Ludwig Theodoor "Wim" Hangard; 21 сентября 1904, Зейст — 7 апреля 1998, Димен) — нидерландский футболист, игравший на позиции полузащитника, выступал за амстердамские команды ДЕК и «Аякс».

## Спортивная карьера
В ноябре 1919 года вступил в футбольный клуб ДЕК из Амстердама. На тот момент он проживал в восточной части города по адресу Вроликстрат 493. В сезоне 1924/25 играл за основной состав на позиции полузащитника. В августе 1926 года перешёл в другой амстердамский клуб — «Аякс». В основном составе дебютировал 17 апреля 1927 года в товарищеском матче с английским клубом «Клептон», выйдя в стартовом составе. Встреча проходила на стадионе «Хет Хаутен» и завершилась победой гостей со счётом 1:4. Через несколько дней он отправился с командой в Англию, где амстердамцы провели два товарищеских матча.
В чемпионате Нидерландов за «Аякс» впервые сыграл 22 мая 1927 года в Роттердаме против «Фейеноорда», заменив во втором тайме Хенка Андерисена. Встреча проходила в рамках чемпионского турнира и завершилась со счетом 2:3 в пользу «Аякса». За шесть лет Хангард так и не стал игроком основного состава, сыграв только в десяти матчах первенства Нидерландов. В последний раз в чемпионате он выходил на поле 3 декабря 1933 года в матче со «Спартой». В мае 1934 года сыграл два матча за сборную Амстердама. С конца 1930-х годов начал играть за команду ветеранов «Аякса», за которую также играли Хенк Мюлдерс, Эдди Хамел, Ян Элзенга и другие.
С 1939 по 1947 год был тренером амстердамского клуба СДВ

## Личная жизнь
Отец — Иоганн Карл Хангард, был родом из немецкого города Узинген, мать — Гесин Волдейк, родилась в Гронингене. Родители поженились в мае 1897 года в Хилверсюме — на момент женитьбы отец работал токарем, а мать была служанкой. В их семье было ещё двое детей: сын Карл Иоганн и дочь Арнолдина Алейда Мария.
Женился в возрасте тридцати двух лет — его супругой стала 20-летняя немка Агнес Кюне, уроженка Вольмирштедта. Их брак был зарегистрирован 30 мая 1936 года в Хемстеде. У них было трое детей: дочери Кристина Гезина и Вилли Луизе Теодора, сын Виллем Лодевейк Теодор. Супруга умерла в марте 1993 года в возрасте 78 лет. С июня 1993 года проживал в доме престарелых в городе Димен.
Умер 7 апреля 1998 года в Димене в возрасте 93 лет. Похоронен 14 апреля рядом с супругой на территории кладбища Де Ньиве Остер в Амстердаме.

## Статистика по сезонам
| Клуб | Сезон   | Чемпионат Нидерландов | Чемпионат Нидерландов | Кубок Нидерландов | Кубок Нидерландов | Итого | Итого |
| Клуб | Сезон   | Игры                  | Голы                  | Игры              | Голы              | Игры  | Голы  |
| ---- | ------- | --------------------- | --------------------- | ----------------- | ----------------- | ----- | ----- |
| Аякс | 1926/27 | 1                     | 0                     | 0                 | 0                 | 1     | 0     |
| Аякс | 1928/29 | 2                     | 0                     |                   |                   | 2     | 0     |
| Аякс | 1929/30 | 0                     | 0                     | 1+                | 0                 | 1+    | 0     |
| Аякс | 1932/33 | 1                     | 0                     |                   |                   | 1     | 0     |
| Аякс | 1933/34 | 6                     | 0                     |                   |                   | 6     | 0     |
| Аякс | Итого   | 10                    | 0                     | 1+                | 0                 | 11+   | 0     |